# Esiliiga 1994-1995
L'Esiliiga 1994-1995 fu la quarta edizione della seconda serie del campionato di calcio estone.
La stagione era divisa in due turni: il primo turno vide la vittoria della Dünamo Tallinn e del Lelle SK nei rispettivi gironi; il secondo turno si concluse con la promozione in Meistriliiga del Tervis Pärnu.

## Formula
Con la nuova formula della Meistriliiga, anche l'Esiliiga si adattò allo stesso cambiamento: le 12 squadre partecipavano in un torneo diviso in due fasi, la prima si svolgeva in due gironi separati (per la prima e unica volta in Esiliiga).
Al termine della prima fase, le prime due squadre di ogni girone accedevano al girone promozione/retrocessione contro le ultime due di Meistriliiga. Le rimanenti otto, invece, disputavano un altro girone p/r (diviso in due gruppi) contro le quattro migliori squadre di II Liiga.
Venne cambiato anche il metodo di attribuzione dei punti in classifica: venivano assegnati tre punti per la vittoria, uno per il pareggio e zero per la sconfitta.

## Squadre partecipanti
Il Kalev Sillamäe, retrocesso dalla Meistriliiga, si iscrisse in II Liiga, da cui venne quindi ripescato il Põltsamaa.
| Club                  | Città        | Stagione precedente                          |
| --------------------- | ------------ | -------------------------------------------- |
| Dünamo Tallinn        | Tallinn      | 9° in Meistriliiga                           |
| Jalgpallikool Tallinn | Tallinn      | 5° in Esiliiga                               |
| Irbis Kiviõli         | Kiviõli      | 4° in Esiliiga                               |
| Kreenholm Narva       | Narva        | 7° in Esiliiga                               |
| Lelle                 | Lelle        | in II Liiga                                  |
| Lokomotiiv Valga      | Valga        | 6° in Esiliiga                               |
| Merkuur Tartu         | Tartu        | 10° in Meistriliiga                          |
| Pena Kohtla-Järve     | Kohtla-Järve | 3° in Esiliiga                               |
| Põltsamaa             | Põltsamaa    | in II Liiga, ripescato                       |
| Tervis Pärnu          | Pärnu        | 8° in Meistriliiga, sconfitto allo spareggio |
| Tulevik Viljandi      | Viljandi     | 8° in Esiliiga                               |
| Vall Tallinn          | Tallinn      | 2° in Esiliiga                               |

## Primo turno

### Girone Nord
| Pos. | Squadra               | Pt | G  | V | N | P | GF | GS | DR  |
| ---- | --------------------- | -- | -- | - | - | - | -- | -- | --- |
| 1    | Dünamo Tallinn        | 21 | 10 | 7 | 0 | 3 | 32 | 21 | +11 |
| 2    | Jalgpallikool Tallinn | 19 | 10 | 6 | 1 | 3 | 26 | 15 | +11 |
| 3    | Pena Kohtla-Järve     | 15 | 10 | 5 | 0 | 5 | 17 | 22 | -5  |
| 4    | Irbis Kiviõli         | 13 | 10 | 4 | 1 | 5 | 17 | 22 | -5  |
| 5    | Kreenholm Narva       | 11 | 10 | 3 | 2 | 5 | 21 | 23 | -2  |
| 6    | Vall Tallinn          | 8  | 10 | 2 | 2 | 6 | 14 | 24 | -10 |

### Girone Sud
| Pos. | Squadra          | Pt | G  | V | N | P | GF | GS | DR  |
| ---- | ---------------- | -- | -- | - | - | - | -- | -- | --- |
| 1    | Lelle            | 28 | 10 | 9 | 1 | 0 | 20 | 3  | +17 |
| 2    | Tervis Pärnu     | 19 | 10 | 6 | 1 | 3 | 18 | 4  | +14 |
| 3    | Tulevik Viljandi | 19 | 10 | 6 | 1 | 3 | 27 | 10 | +17 |
| 4    | Merkuur Tartu    | 16 | 10 | 5 | 1 | 4 | 9  | 16 | -7  |
| 5    | Põltsamaa        | 3  | 10 | 1 | 0 | 9 | 6  | 27 | -21 |
| 6    | Lokomotiiv Valga | 3  | 10 | 1 | 0 | 9 | 7  | 27 | -20 |

## Secondo turno

### Gironi promozione/retrocessione per Esiliiga
Le quattro squadre della II Liiga furono: Arsenal Tallinn, FC Lelle, Järvamaa e Kalev Sillamäe.

#### Girone Nord
|  | Pos. | Squadra           | Pt | G | V | N | P | GF | GS | DR |
|  | ---- | ----------------- | -- | - | - | - | - | -- | -- | -- |
|  | 1    | Arsenal Tallinn   | 13 | 8 | 4 | 1 | 3 | 10 | 10 | 0  |
|  | 2    | Vall Tallinn      | 13 | 8 | 4 | 1 | 3 | 13 | 13 | +0 |
|  | 3    | Kalev Sillamäe    | 13 | 8 | 4 | 1 | 3 | 13 | 10 | +3 |
|  | 4    | Irbis Kiviõli     | 11 | 8 | 3 | 2 | 3 | 13 | 11 | +2 |
|  | 5    | Kreenholm Narva   | 6  | 8 | 1 | 3 | 4 | 8  | 13 | -5 |
|  | -    | Pena Kohtla-Järve | 0  | 0 | 0 | 0 | 0 | 0  | 0  | 0  |

#### Girone Sud
|  | Pos. | Squadra          | Pt | G  | V | N | P | GF | GS | DR  |
|  | ---- | ---------------- | -- | -- | - | - | - | -- | -- | --- |
|  | 1    | Tulevik Viljandi | 28 | 10 | 9 | 1 | 0 | 33 | 8  | +25 |
|  | 2    | Merkuur Tartu    | 23 | 10 | 7 | 2 | 1 | 22 | 8  | +14 |
|  | 3    | Lokomotiiv Valga | 15 | 10 | 5 | 0 | 5 | 10 | 19 | -9  |
|  | 4    | Põltsamaa        | 7  | 10 | 2 | 1 | 7 | 13 | 28 | -15 |
|  | -    | FC Lelle         | 5  | 10 | 1 | 2 | 7 | 9  | 18 | -9  |
|  | -    | Järvamaa         | 5  | 10 | 1 | 2 | 7 | 17 | 23 | -6  |

#### Spareggio
| Tallinn Spareggio | Vall Tallinn | 3 – 0 | Merkuur Tartu |  |

## Verdetti
- Dünamo Tallinn e SK Lelle vincitori dell'Esiliiga 1994-1995.
- Tervis Pärnu promosso in Meistriliiga 1995-1996
- Irbis Kivioli, Kreenholm Narva, Lokomotiiv Valga, Põltsamaa e (dopo spareggio) Merkuur Tartu retrocessi in II Liiga.
- Pena Kohtla-Järve ritirato dal campionato.